# Héreg
Héreg is een plaats (község) en gemeente in het Hongaarse comitaat Komárom-Esztergom. Héreg telt 1015 inwoners (2001).